# R136a2
R136a2 là một ngôi sao dạng Wolf-Rayet với khối lượng 145 lần khối lượng Mặt Trời trong Đám mây Magellan Lớn.